# Тохтор
Тохтор — село в Акшинском районе Забайкальского края России. Административный центр и единственный населённый пункт сельского поселения «Тохторское».

## География
Село находится в южной части района, на левом берегу реки Учирки (бассейн Онона), на расстоянии примерно 20 километров (по прямой) к юго-востоку от села Акши. Абсолютная высота — 842 метра над уровнем моря.
Климат
Климат характеризуется как резко континентальный с продолжительной холодной зимой и сравнительно тёплым летом. Средняя температура воздуха самого холодного месяца (января) составляет −22,7 °C; средняя температура самого тёплого месяца (июля) — 38 °C. Среднегодовое количество атмосферных осадков составляет 350—410 мм. Большая часть осадков (до 85 %) выпадает в течение тёплого сезона. Продолжительность безморозного периода составляет от 85 до 100 дней в году.
Часовой пояс
Село Тохтор находится в часовой зоне МСК+6. Смещение применяемого времени относительно UTC составляет +9:00.

## История
Основано в 1728 году как форпост для охраны границы. На 1900 год насчитывалось более 360 дворов. Действовали церковь, кузница и водяная мельница. В 1903 году было построено трёхклассное церковное училище. В 30-х годах XX века был образован колхоз имени Блюхера, переименованный позднее в колхоз имени Сталина.

## Население
| 1989 | 2002 | 2010 | 2012 | 2013 | 2014 | 2015 |
| ---- | ---- | ---- | ---- | ---- | ---- | ---- |
| 513  | ↘414 | ↘371 | ↘364 | ↘361 | ↘349 | ↘340 |
| 2016 | 2017 | 2018 | 2019 | 2020 | 2021 |      |
| ↘333 | ↘320 | ↘316 | ↘305 | ↘299 | ↘257 |      |

Половой состав
По данным Всероссийской переписи населения 2010 года в гендерной структуре населения мужчины составляли 46,6 %, женщины — соответственно 53,4 %.
Национальный состав
Согласно результатам переписи 2002 года, в национальной структуре населения русские составляли 98 %.

## Инфраструктура
В селе функционируют средняя общеобразовательная школа, детский сад, дом культуры, библиотека, фельдшерско-акушерский пункт и отделение связи.

## Улицы
Уличная сеть села состоит из пяти улиц.